# Zwierzyniec (miasto)
Zwierzyniec – miasto w województwie lubelskim, w powiecie zamojskim, siedziba gminy miejsko-wiejskiej Zwierzyniec. Położony jest nad Wieprzem, w otulinie Roztoczańskiego Parku Narodowego.
Według danych GUS z 31 grudnia 2023 r. miasto liczyło 2780 mieszkańców.

## Położenie
Na zachód od Zwierzyńca w odległości 3 km przebiega granica pomiędzy wapienno-piaskowcowym Roztoczem Środkowym a lessowym Zachodnim. Miasto ze wszystkich stron otoczone jest lasami, które zajmują aż 66% powierzchni gminy. W ich pobliżu, tuż za południową granicą miasta, znajdują się stawy Echo.
Zwierzyniec leży w dawnej ziemi chełmskiej na historycznej Rusi Czerwonej, w ramach której stanowił część włości szczebrzeskiej, włączonej do Ordynacji Zamojskiej, a następnie przekształconej w prywatny powiat szczebrzeski w województwie ruskim.
Miasto zajmuje powierzchnię 6,19 km² (1 stycznia 2017).
W latach 1975–1998 miasto leżało w województwie zamojskim.
Zwierzyniec jest członkiem Unii Miasteczek Polskich.

## Historia

### Czasy ordynacji
Zwierzyniec zawdzięcza istnienie Ordynacji Zamojskiej, której działalność gospodarcza była oparta na pozyskiwaniu i przetwarzaniu bogactw pochodzących z okolicznych lasów.
Zwierzyniec powstał w 1593, cztery lata po założeniu ordynacji. Prawdopodobnie już na początku XVII wieku, funkcjonował jako letnia rezydencja rodziny Zamoyskich. Zalążkiem osady był dwór myśliwski zbudowany nad stawem. Niedaleko dworu funkcjonował wielki zwierzyniec otoczony wysokim płotem, w którym trzymano m.in. jelenie, sarny, łosie i dziki. W ogrodzie, na wodzie stał pałacyk letni (Lusthaus) należący do Gryzeldy z Zamoyskich Wiśniowieckiej, matki króla Michała Korybuta Wiśniowieckiego.
W 1711 r. wiatr skierował w okolice Zwierzyńca wielkie masy szarańczy wędrownej.
W wyniku I rozbioru Polski Zwierzyniec znalazł się w granicach zaboru austriackiego. Początkowo należał do cyrkułu bełskiego z siedzibą w Zamościu, a od 1783 r. do cyrkułu zamojskiego. Był wówczas niewielką miejscowością. Wydana w roku 1786 „Geografia (...) Galicyi i Lodomeryi” autorstwa hrabiego Ewarysta Andrzeja Kuropatnickiego podawała: Wieś z domem drewnianym i kaplica; mieszkalna niegdyś Ordynatów [zamojskich]. Przy niej zwierzyniec na mil kilka ciągnący się, w konie dzikie, jelenie, daniele, sarny obfity; teraz opustoszały z parkanów.
W 1773 IX ordynat, Jan Jakub Zamoyski, urządził w Zwierzyńcu fabrykę porcelany i mydła.
W 1809 r. wraz z całym cyrkułem zamojskim Zwierzyniec został włączony do Księstwa warszawskiego.
W 1812 do Zwierzyńca została z Zamościa przeniesiona siedziba Ordynacji Zamojskiej. W XIX wieku działał tartak, browar, fabryka posadzek, fabryka bryczek, fabryka maszyn rolniczych, hotel z restauracją, a nawet sąd gminny okręgowy.
Mieszkańcy Zwierzyńca aktywnie wspomagali bojowników o wolność Polski, zwłaszcza powstańców w okresie powstania styczniowego, a potem żołnierzy Armii Krajowej w czasie II wojny światowej.

### II wojna światowa
W latach 1940–1944 Niemcy hitlerowskie utworzyły w Zwierzyńcu obóz dla ludności cywilnej oraz obóz przejściowy, a od grudnia 1942 dla ludności wysiedlanej z Zamojszczyzny, w tym wielu Dzieci Zamojszczyzny. Szacuje się, że w obozie osadzono 24 000 więźniów, w tym 7000 dzieci, z których ponad 200 zmarło. Na tym terenie znajduje się obecnie rzymskokatolicki kościół parafialny pw. Matki Bożej Królowej Polski z II połowy XX wieku.
Podczas okupacji hitlerowskiej, w lipcu 1941 roku Niemcy utworzyli getto dla żydowskich mieszkańców. Przebywało w nim około 400 Żydów, którzy 22 października 1942 roku zostali wywiezieni do obozu zagłady w Bełżcu.
2 lutego 1944 okupacyjne oddziały niemieckie dokonały publicznej egzekucji ulicznej na placu targowym w Zwierzyńcu, w obecności spędzonych przymusowo mieszkańców Zwierzyńca.

### Czasy współczesne
1 stycznia 1990 Zwierzyniec uzyskał prawa miejskie. Miasto utworzono ze wsi Zwierzyniec (210,00 ha), wsi Rudka (149,00), z części wsi Wywłoczka (55,00 ha), z części terenu Roztoczańskiego Parku Narodowego (24,00 ha) i z części terenu Nadleśnictwa Zwierzyniec (46,00)
1 stycznia 2010 r. przyłączono część wsi Obrocz o powierzchni 136,92 ha.

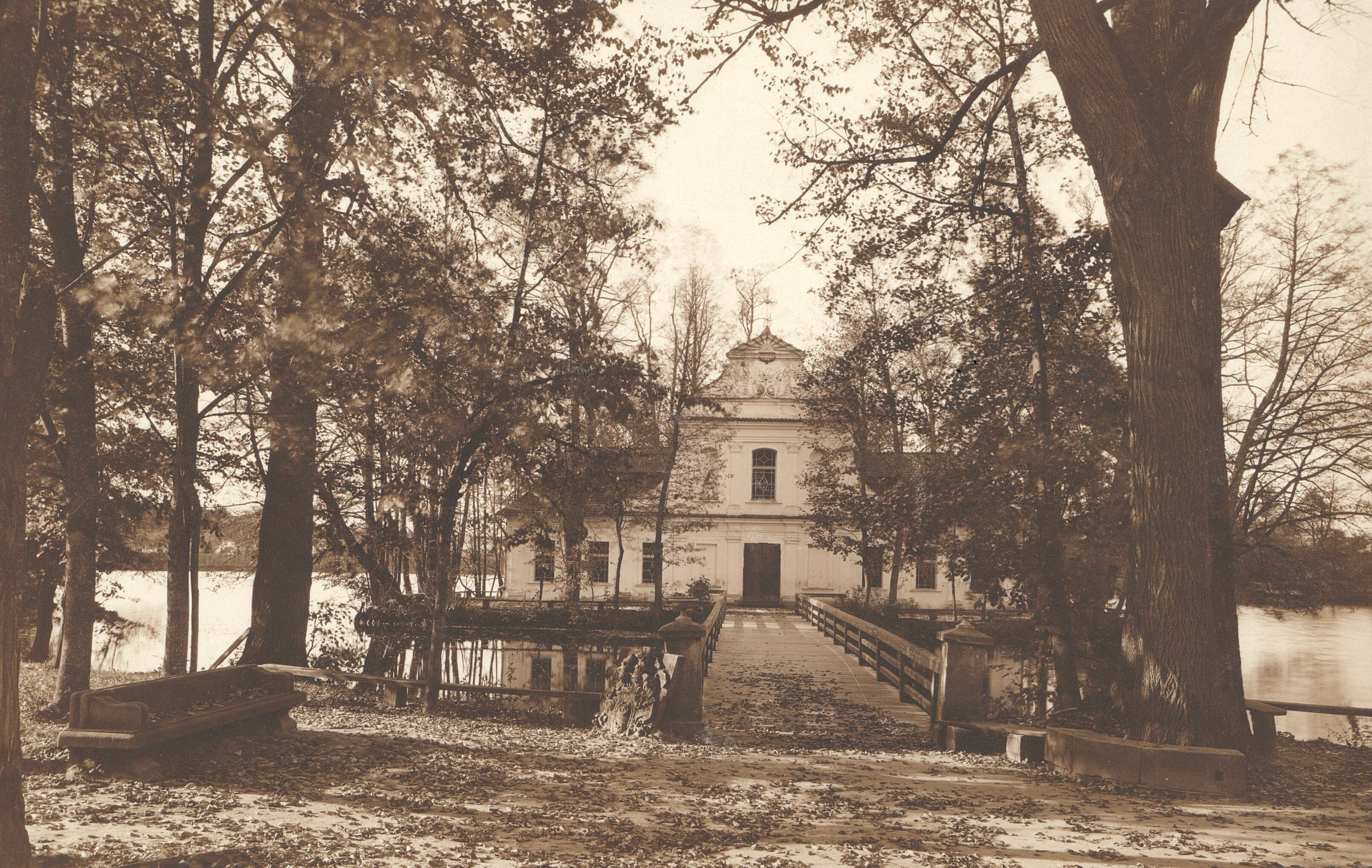
Kościół, 1. poł. XX w.
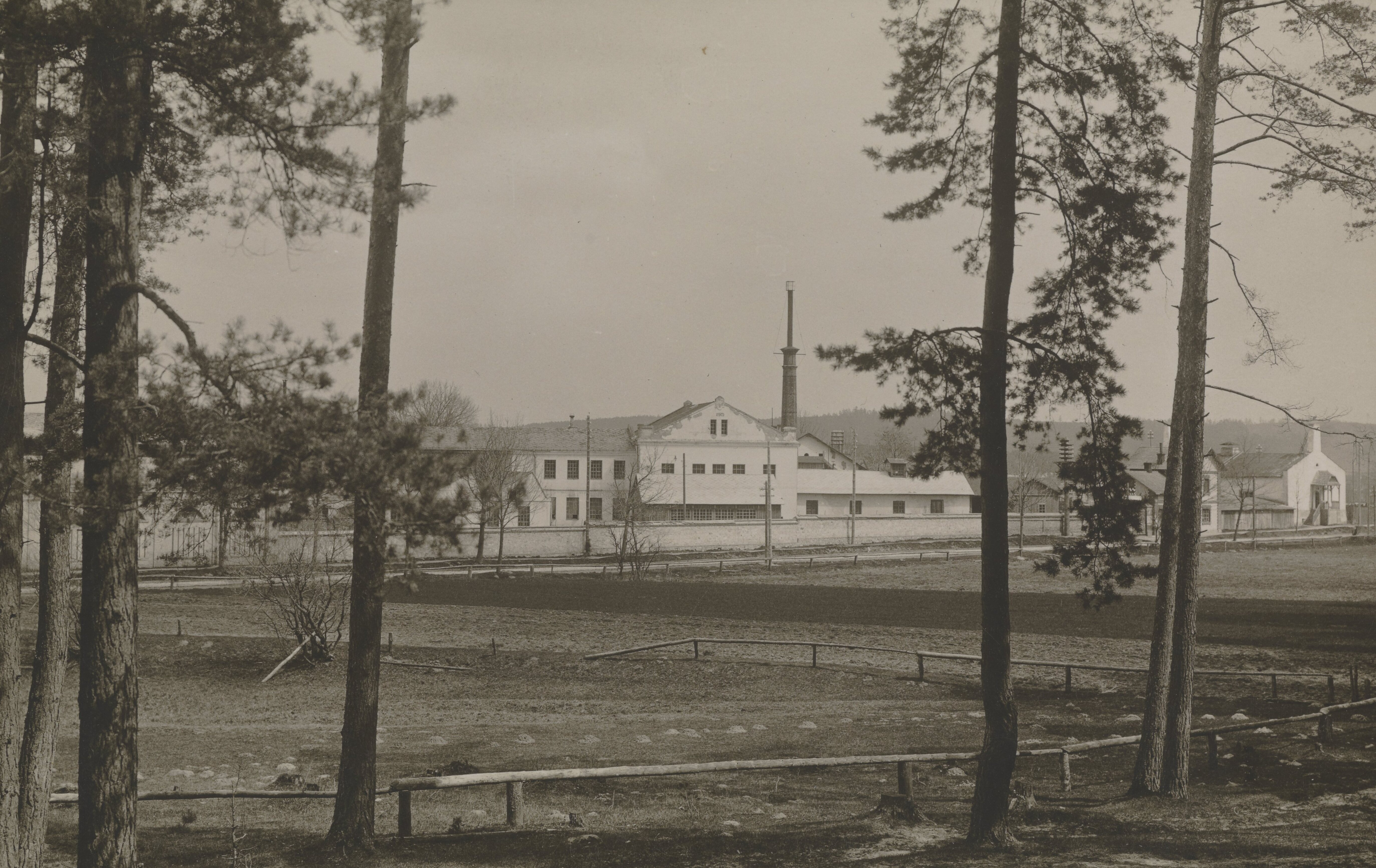
Browar, 1. poł. XX w.
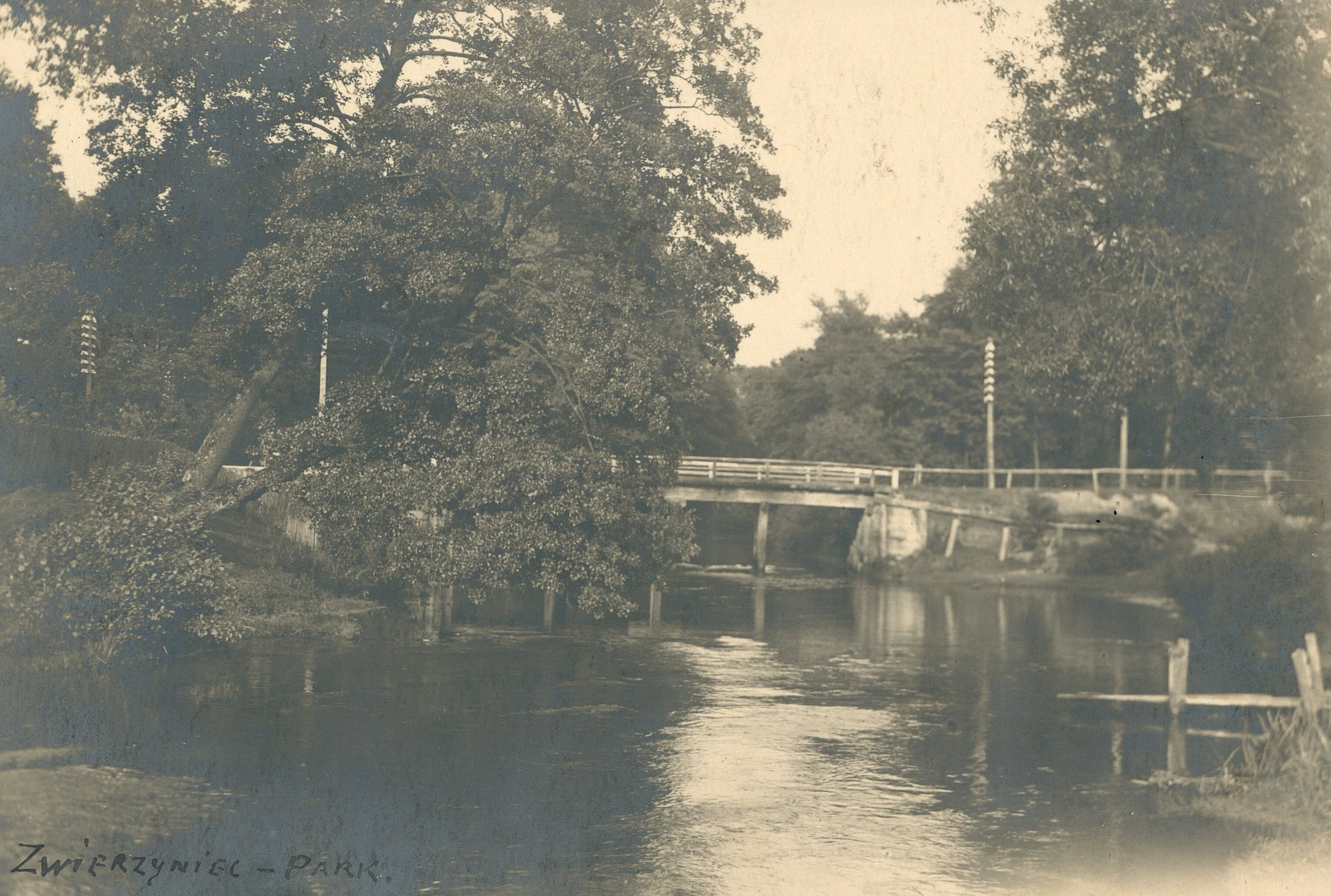
Park, 1. poł. XX w.
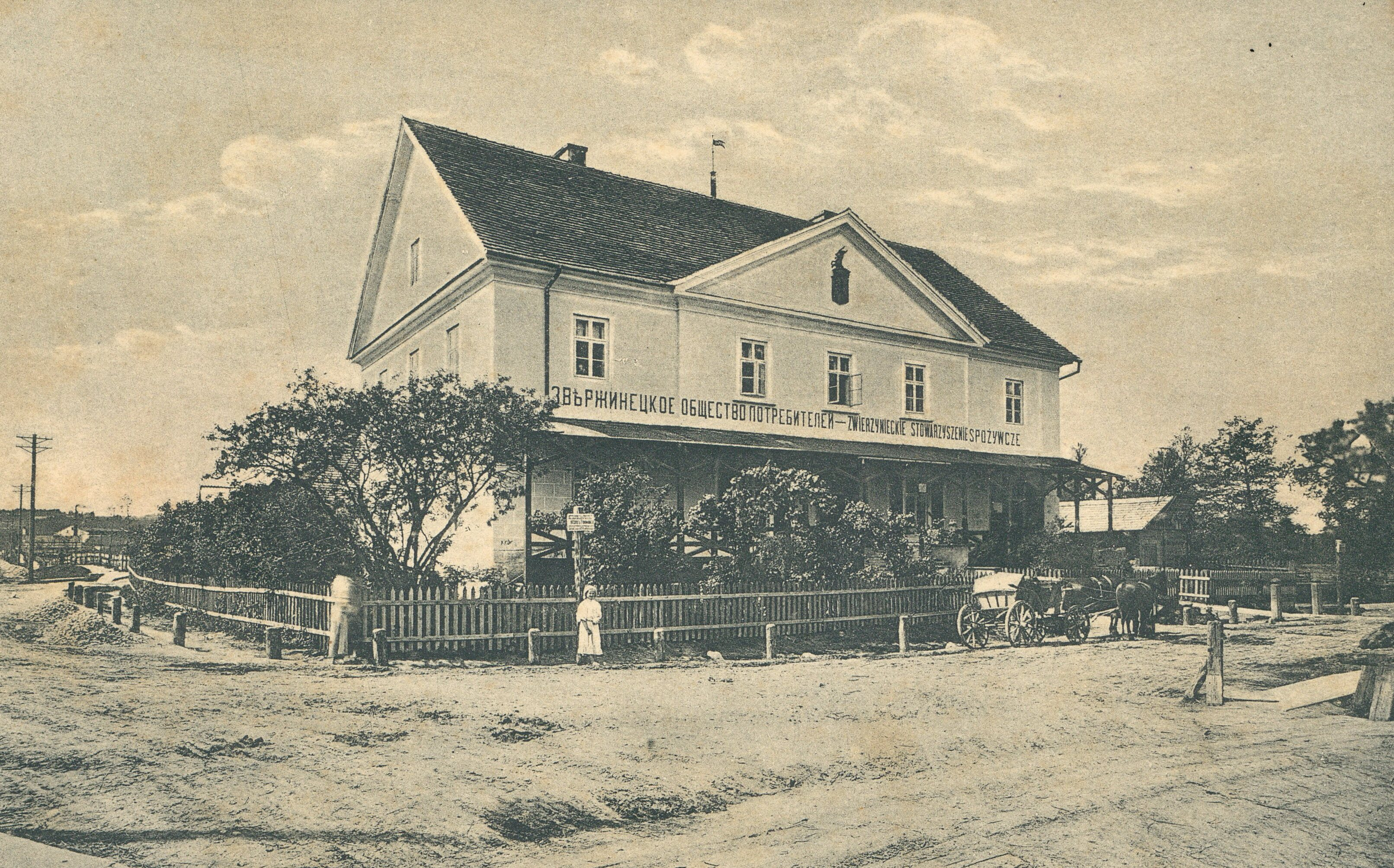
Gmach Stowarzyszenia Spożywczego, po 1910

## Zabytki Zwierzyńca
W mieście znajdują się następujące zabytki wpisane do rejestru zabytków województwa lubelskiego:
- część układu przestrzennego (nr rej.: A/1304 z 6.07.1978);
- zespół kościoła św. Jana Nepomucena „Na Wyspie”, XVIII-XX (nr rej.: A/1464 z 8.04.1983): kościół, drewniana dzwonnica, cmentarz; posiada barokową fasadę z połowy XVIII wieku (1741–1747), ufundowany przez ordynata Tomasza Antoniego Zamoyskiego; w skromnym wnętrzu znajdują się polichromie Łukasza Smuglewicza;
- cmentarz rzymskokatolicki (najstarsza część) z 1907 (nr rej.: A/1604 z 27.06.1996);
- cmentarz żydowski z połowy XIX wieku (nr rej.: A/1586 z 2.02.1990);
- miejsce straceń (plac) z 1944 przy ul. 2 Lutego 4 (nr rej.: A/1300 z 13.09.1977);
- nieokreślony pomnik (tzw. pomnik psa Marysieńki) położony na wyspie na Stawie Kościelnym (nr rej. B/3 z 29.07.1999);
- zespół zarządu ordynacji zamojskiej przy ul. Browarnej 1 z pierwszej połowy XIX wieku (nr rej.: A/1491 z 7.06.1985): gmach główny z lat 1792–1799 i II połowy XIX wieku, 4 oficyny, park;
- zespół Pałacu Plenipotenta przy ul. Plażowej 1, z końca XIX wieku (nr rej.: A/1292 z 31.03.1977): dom mieszkalny z lat 1880–1891, stajnia z 1885, studnia drewniana z 1885, ogród;
- willa Borowianka (nr rej.: A/1702 z 01/02/2024);
- browar (budynek główny) ul. Browarna 7 z lat 1805–1806 (nr rej.: A/392 z 16.01.1969) wraz z portiernią z 1836; na dziedzińcu zakładu od sierpnia 2000 rokrocznie odbywa się Letnia Akademia Filmowa;
- łuszczarnia nasion przy ul. Parkowej z 1896 (nr rej.: A/1515 z 18.05.1987) i drewnianym magazynem.

Poza obiektami wpisanymi do rejestru, w Zwierzyńcu znajdują się liczne zabytki wpisane do wojewódzkiej ewidencji zabytków:
- gajówka przy ul. Biłgorajskiej 18;
- karczma przy ul. Zamojskiej 10;
- oberża przy ul. Zamojskiej 1;
- leśniczówka;
- cmentarze wojenne i mogiła powstańców z 1863;
- posiadłość Rózin.

Zabytki nieznajdujące się w powyższych katalogach, a obecne w gminnej ewidencji zabytków:
- kapliczka św. Antoniego przy ul. Biłgorajskiej;
- 4 domy pracowników ordynacji zlokalizowane przy ul. Wachniewskiej;
- willa Kosteckich przy ul. Parkowej;
- willa Potockich przy ul. Parkowej;
- drewniana willa przy ul. Dubickiego;
- domy przy ul. Plażowej, Zdrowotnej i Browarnej;
- manufaktura powozów przy ul. Ordynacji Zamojskiej;
- manufaktura rzemieślnicza przy ul. Szkolnej;
- Pomnik Szarańczy;
- 3 stanowiska archeologiczne;
- 3 figury.

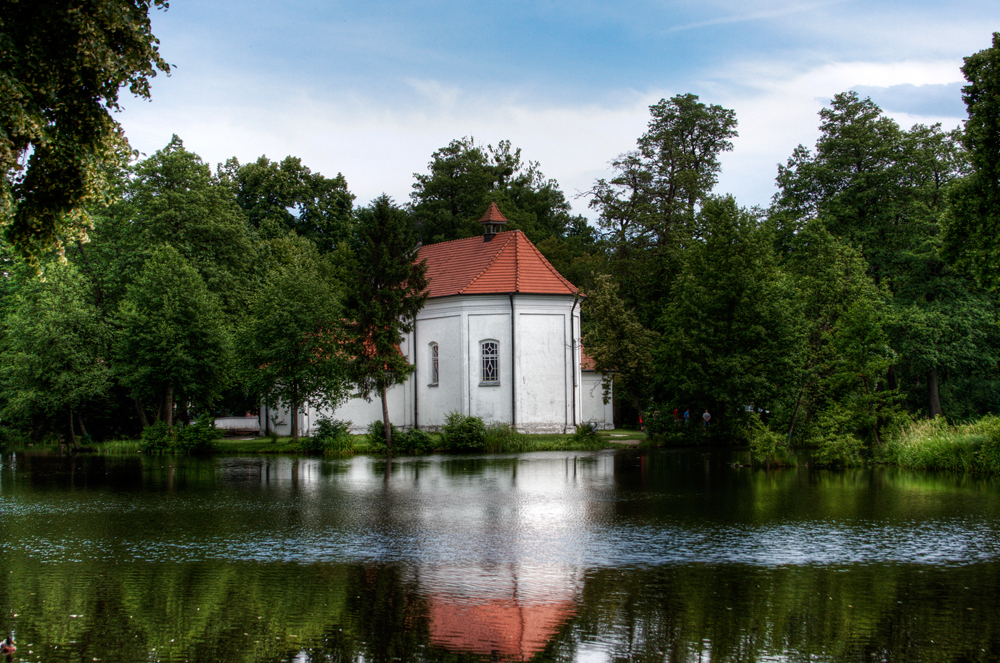
Kościół „Na Wyspie” św. Jana Nepomucena
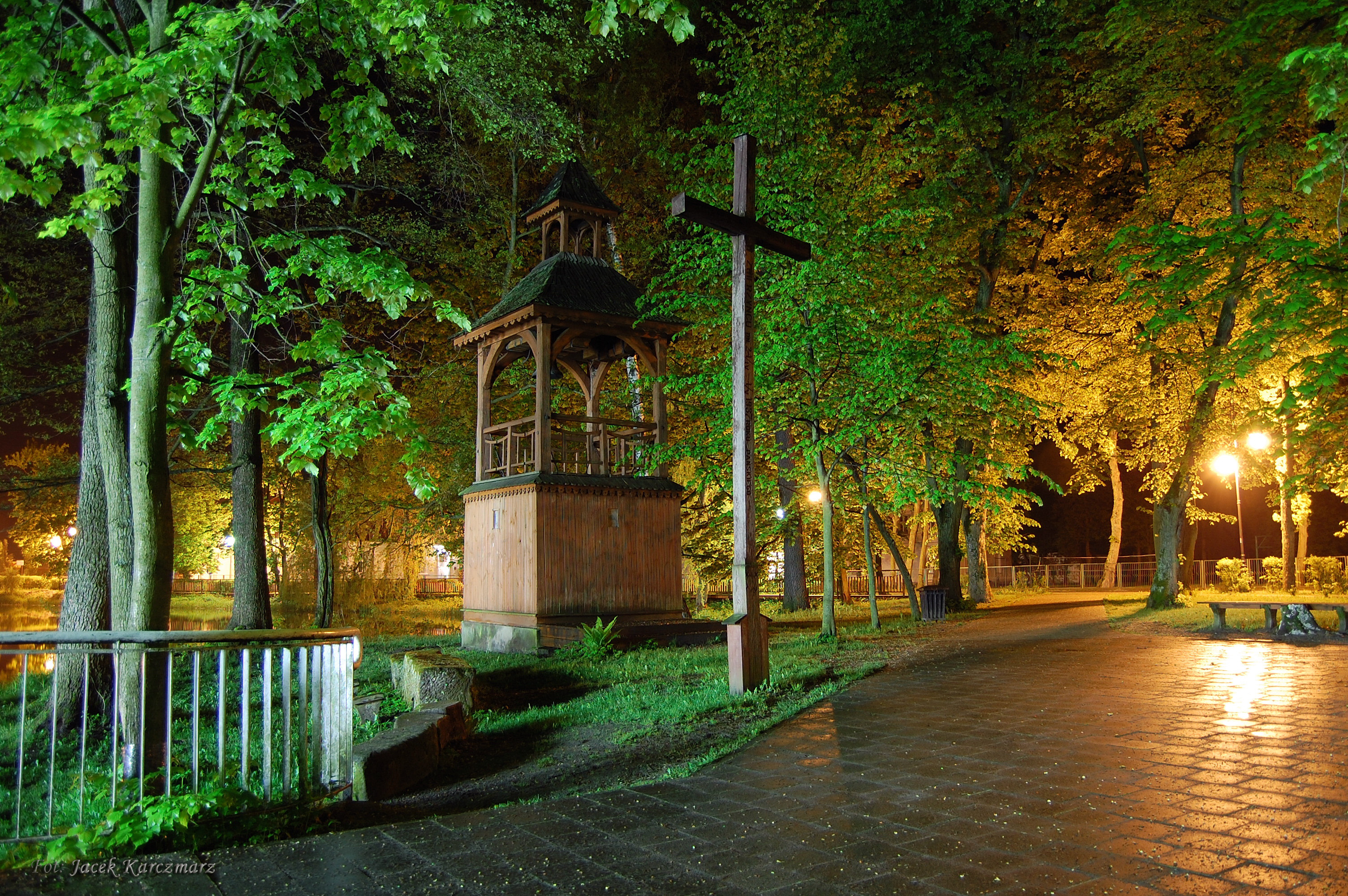
Dzwonnica przy kościele św. Jana Nepomucena
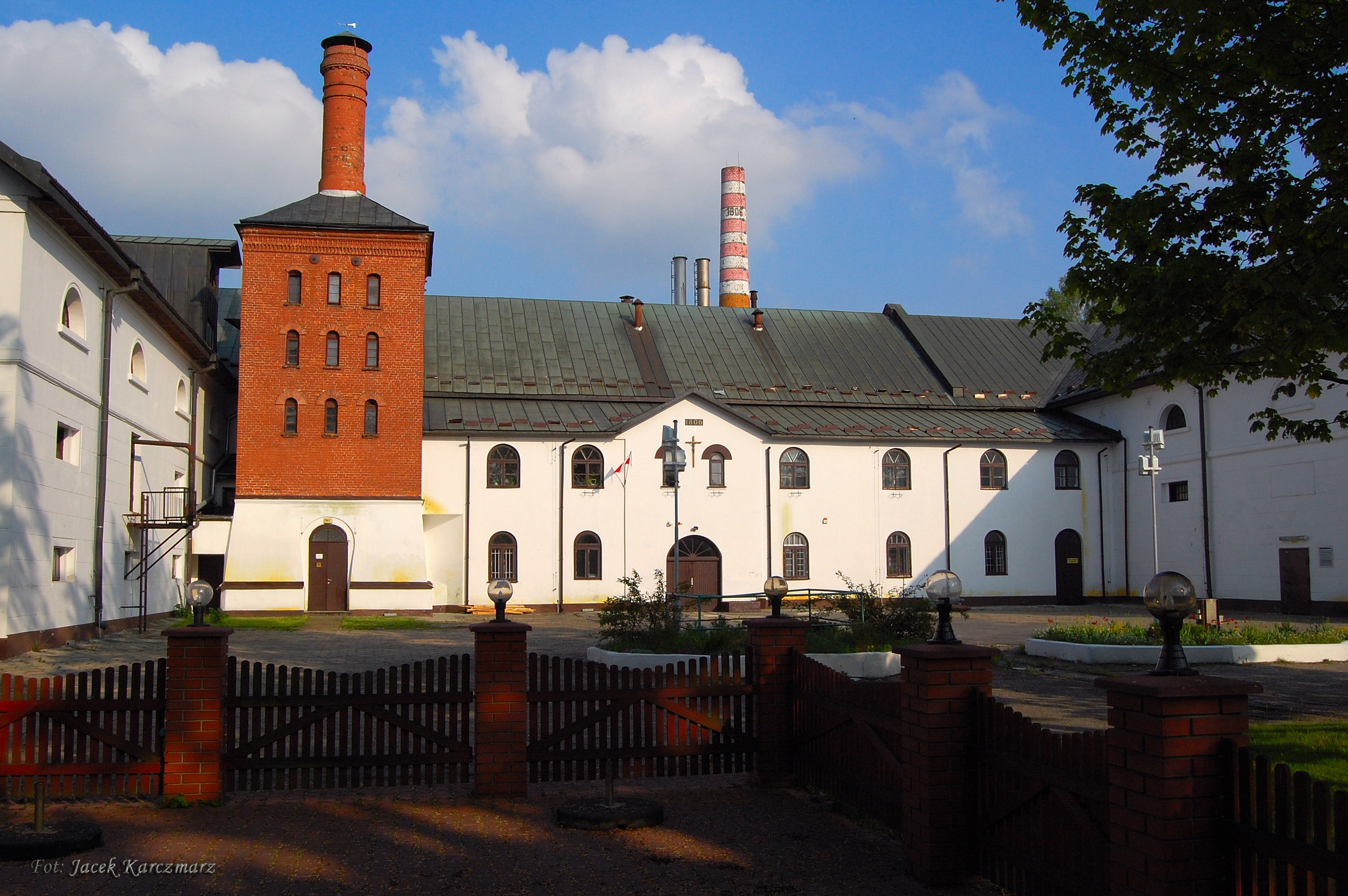
Browar
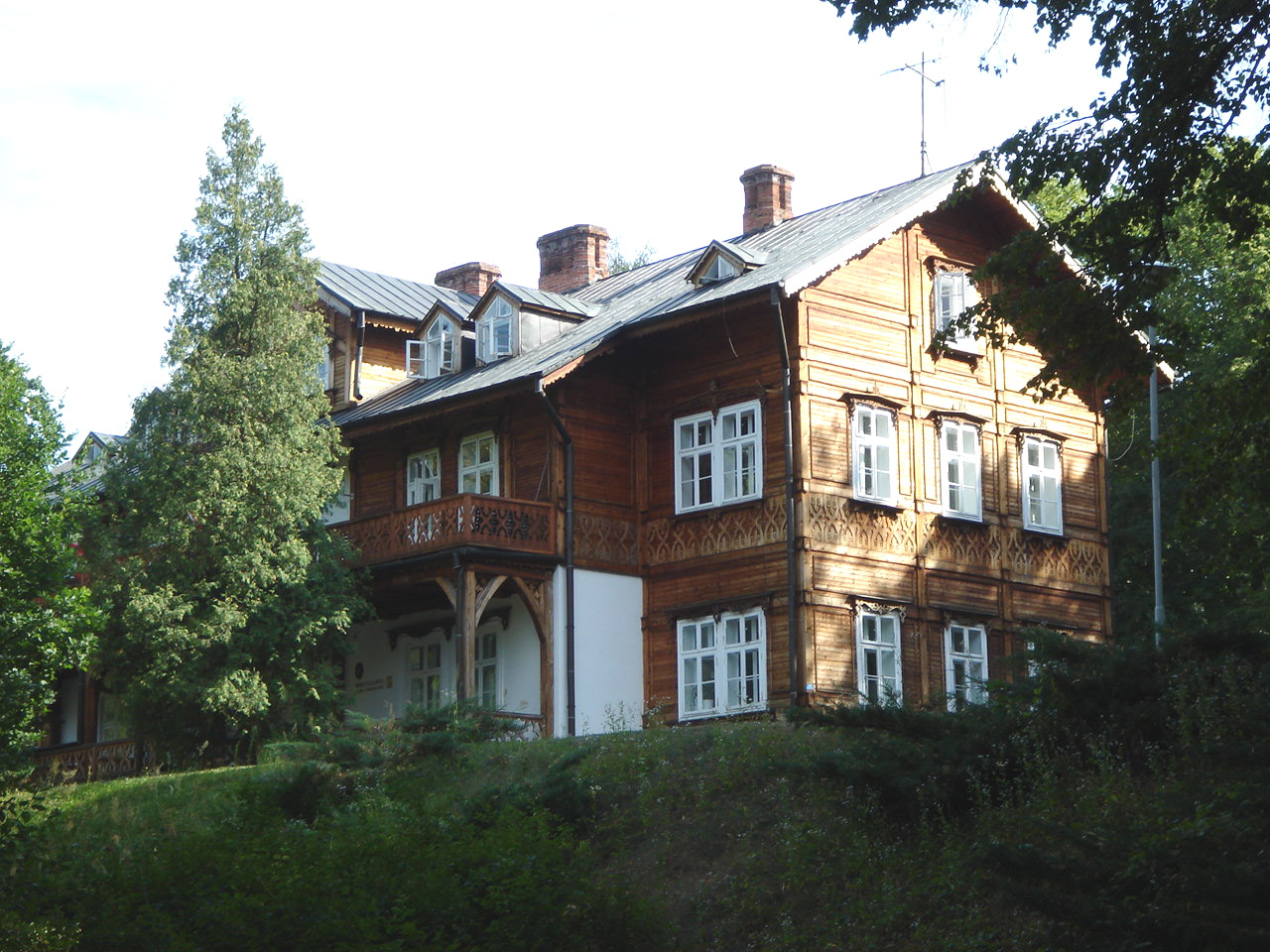
Pałac Plenipotenta – Dyrekcja RPN
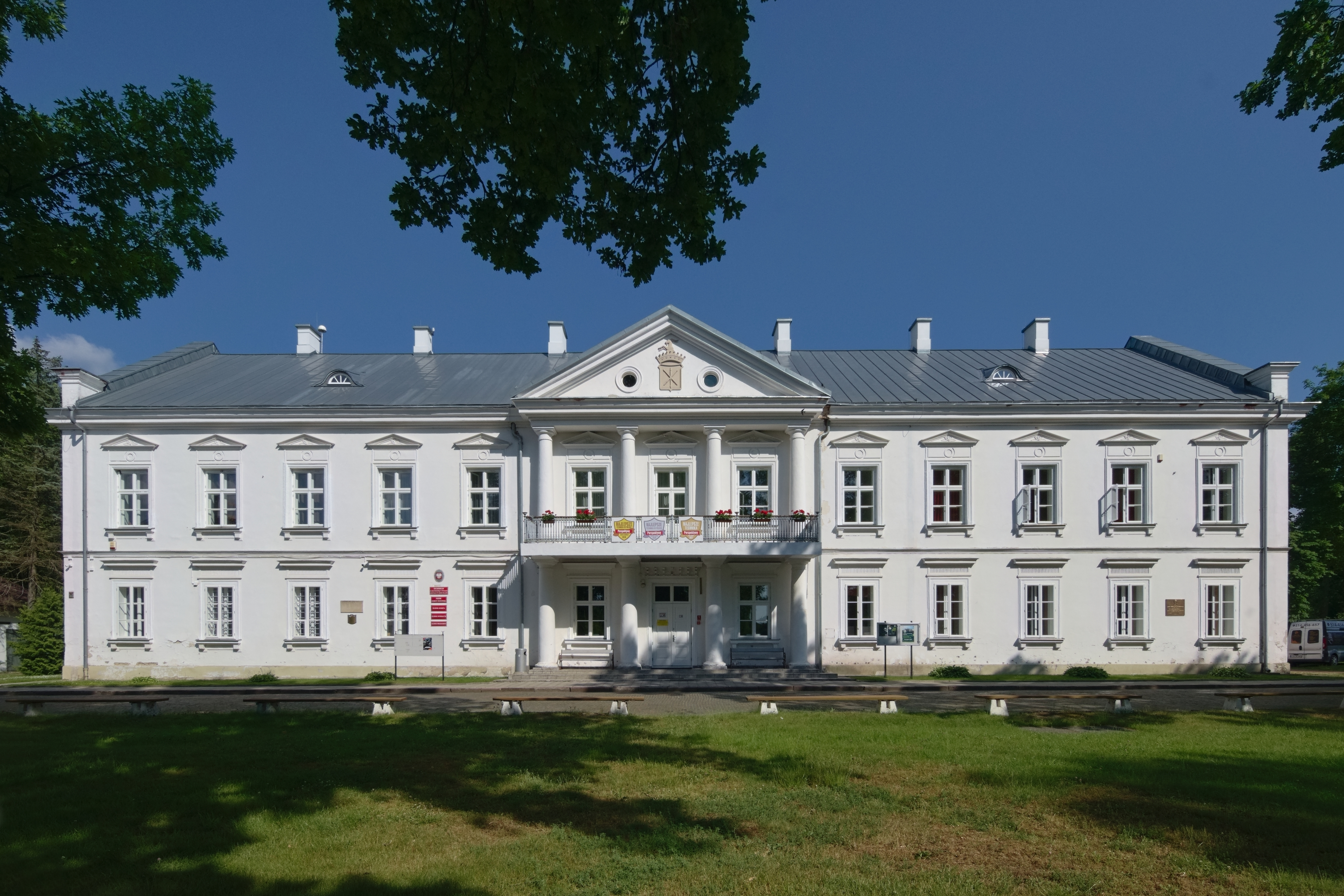
Budynek zarządu Ordynacji Zamojskiej[b]
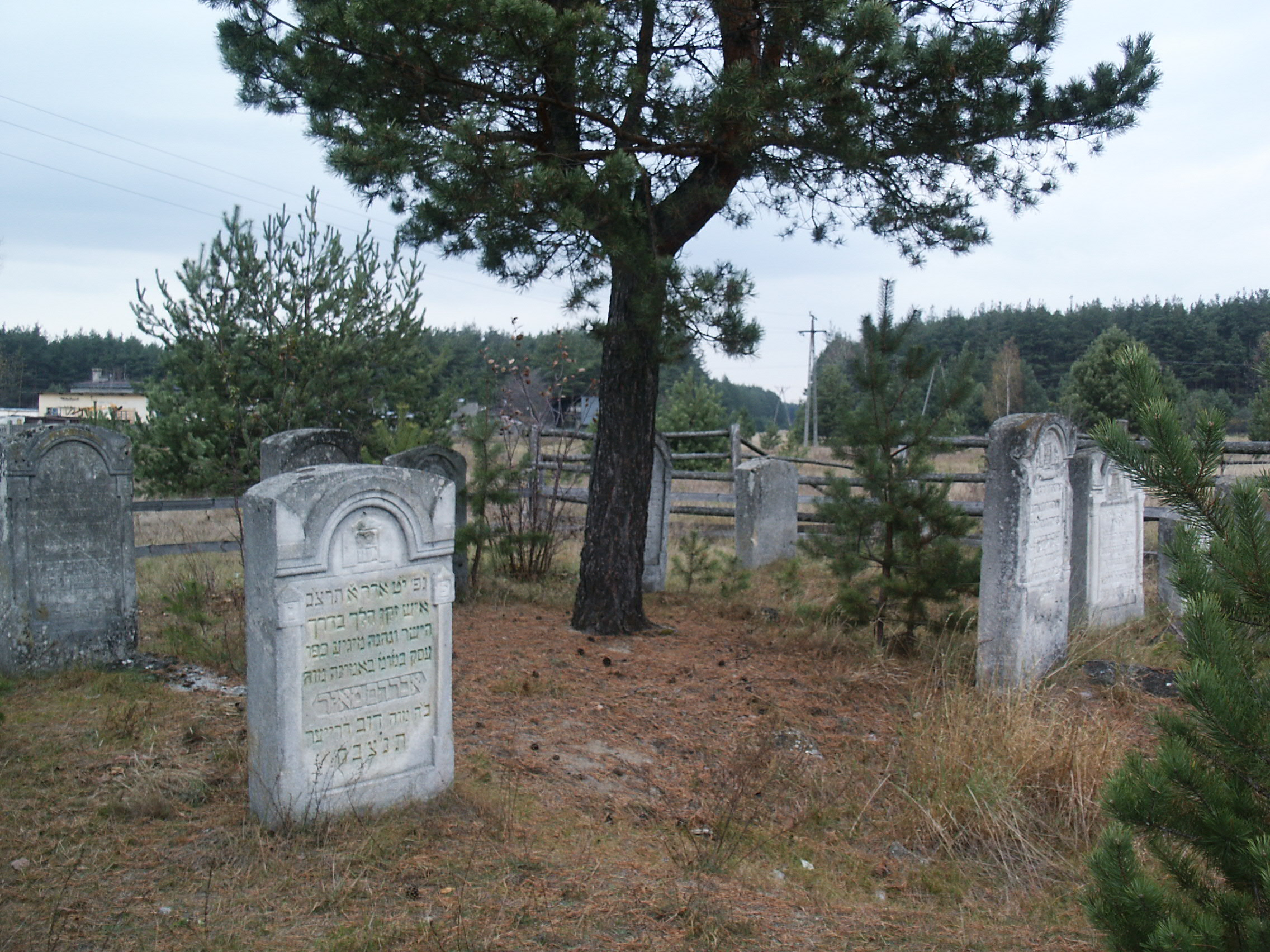
Cmentarz żydowski
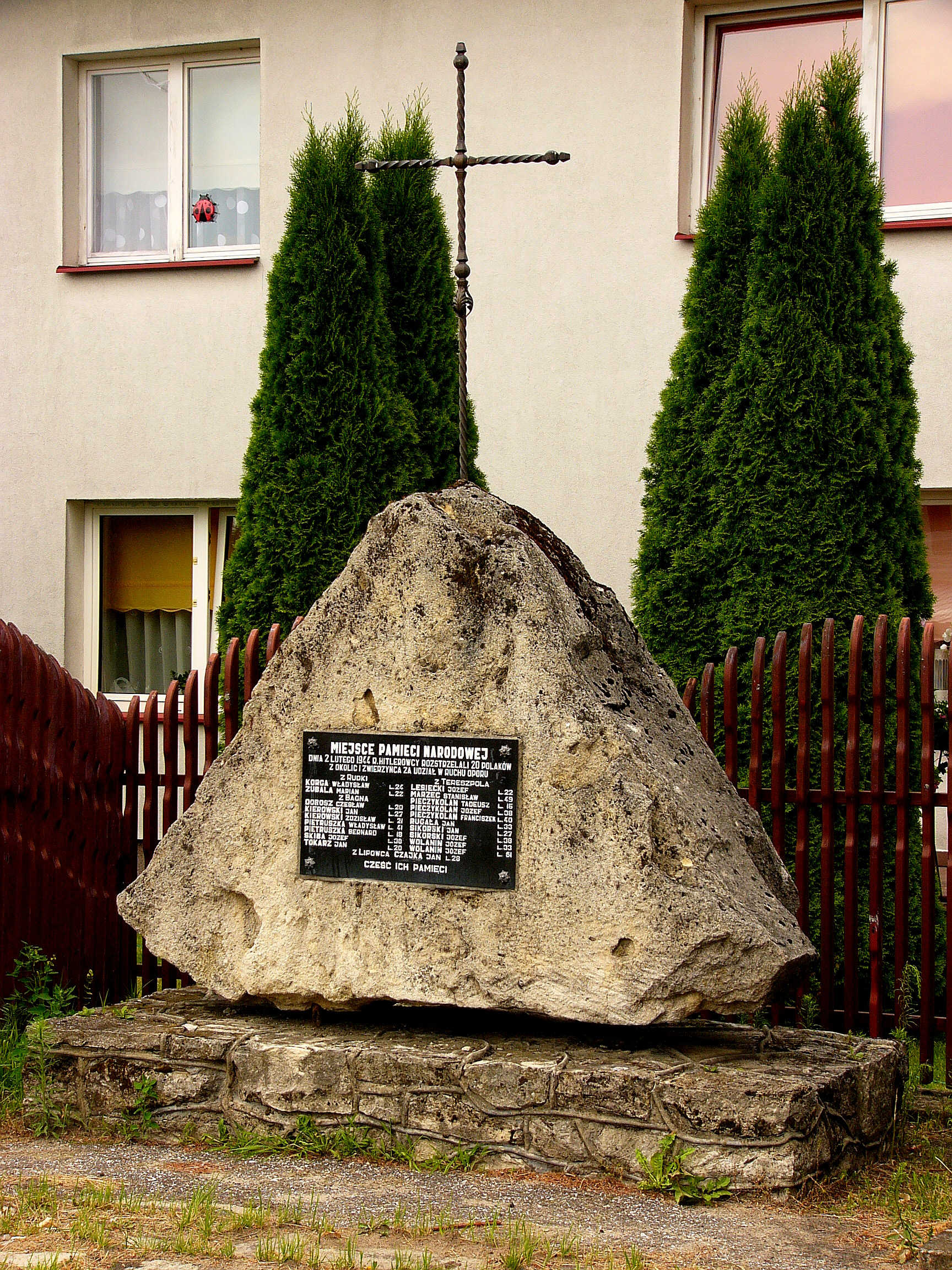
Plac, miejsce straceń z 1944, ul. 2 Lutego 4
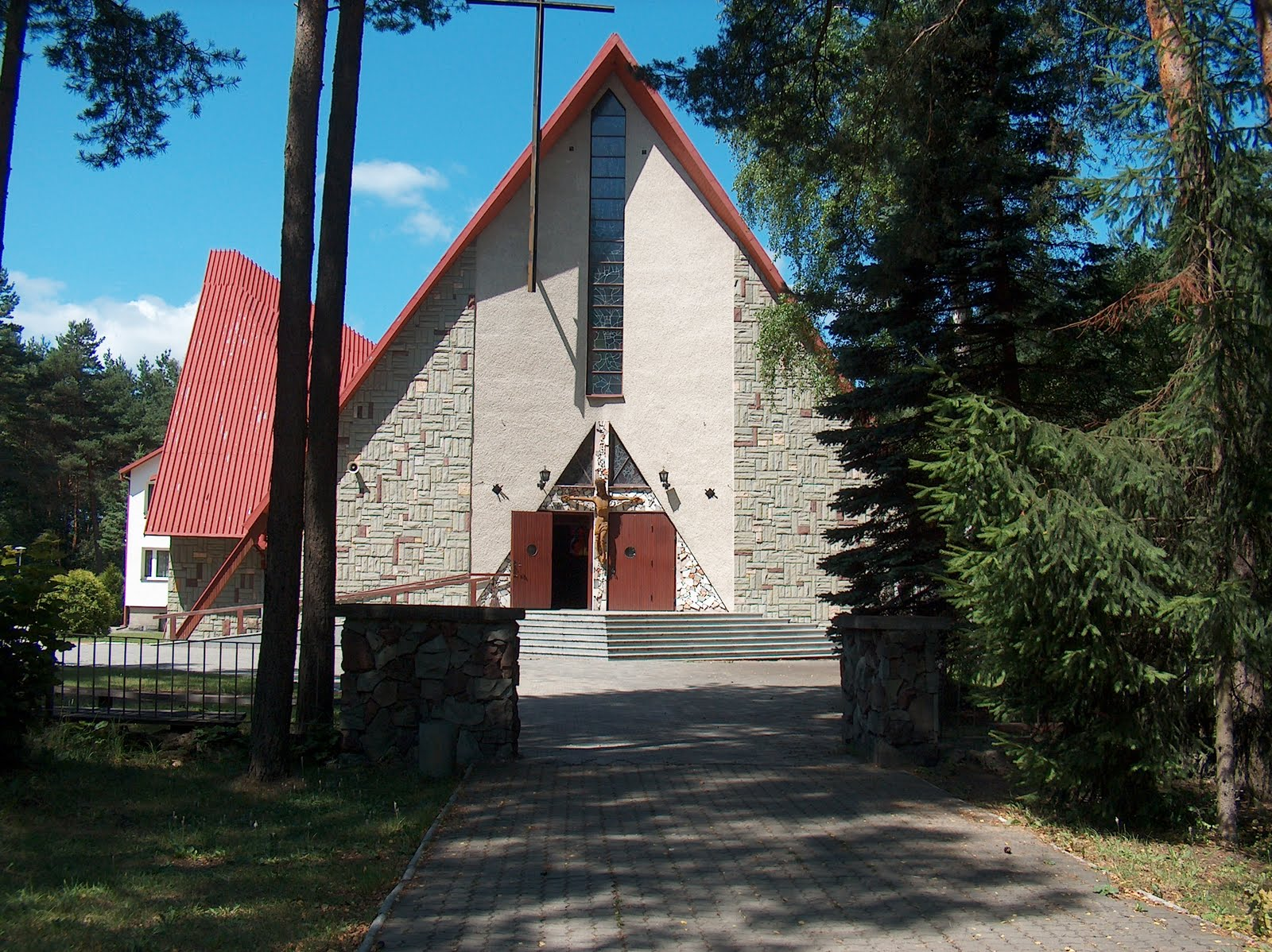
Kościół-pomnik pw. MB Królowej Polski[c]
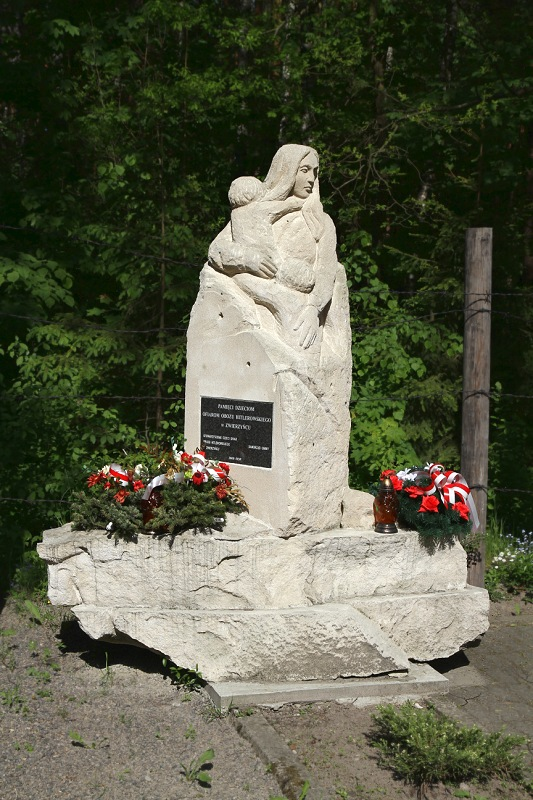
Pomnik ofiar obozu przesiedleńczego
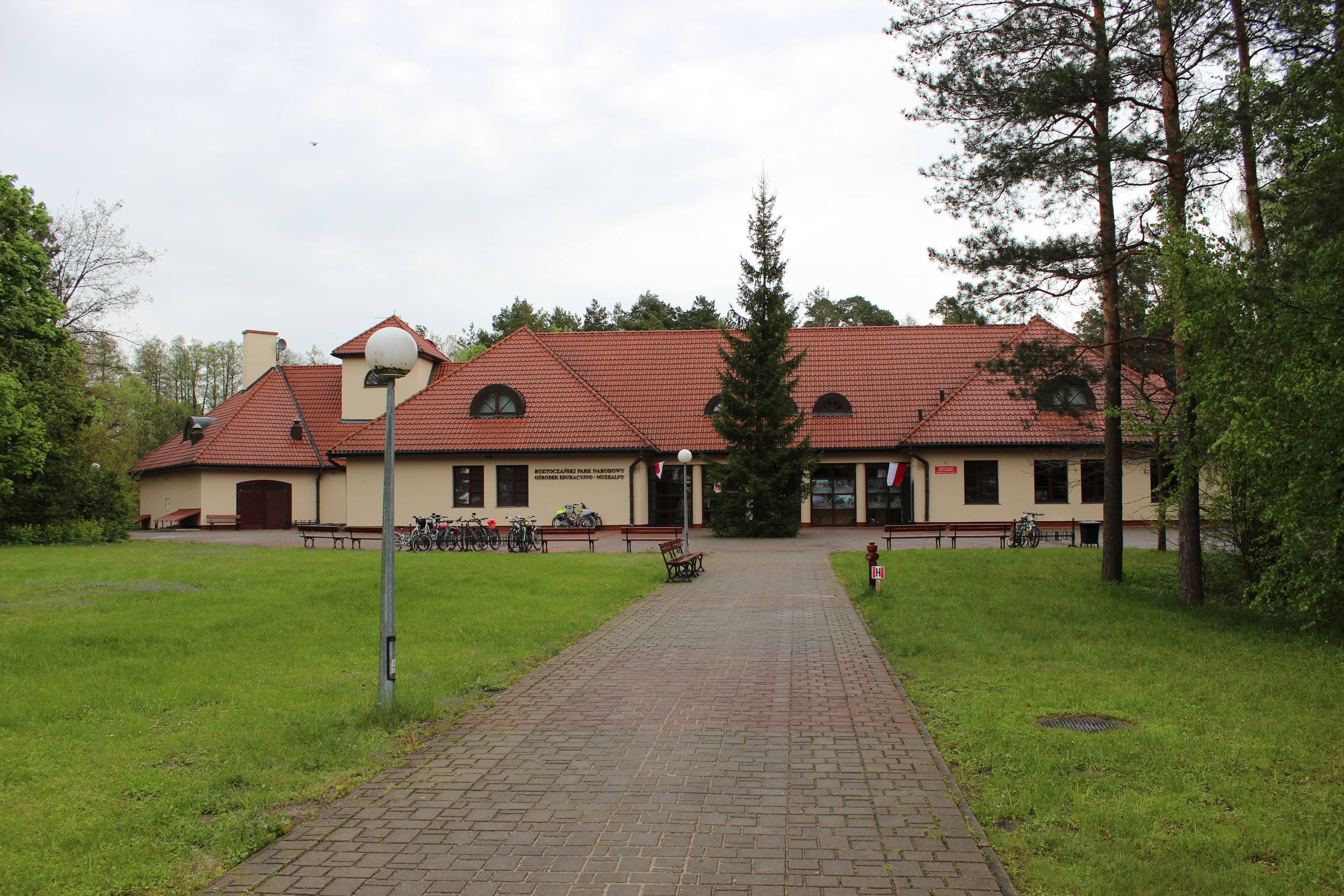
Ośrodek Edukacyjno-Muzealny RPN

## Inne atrakcje

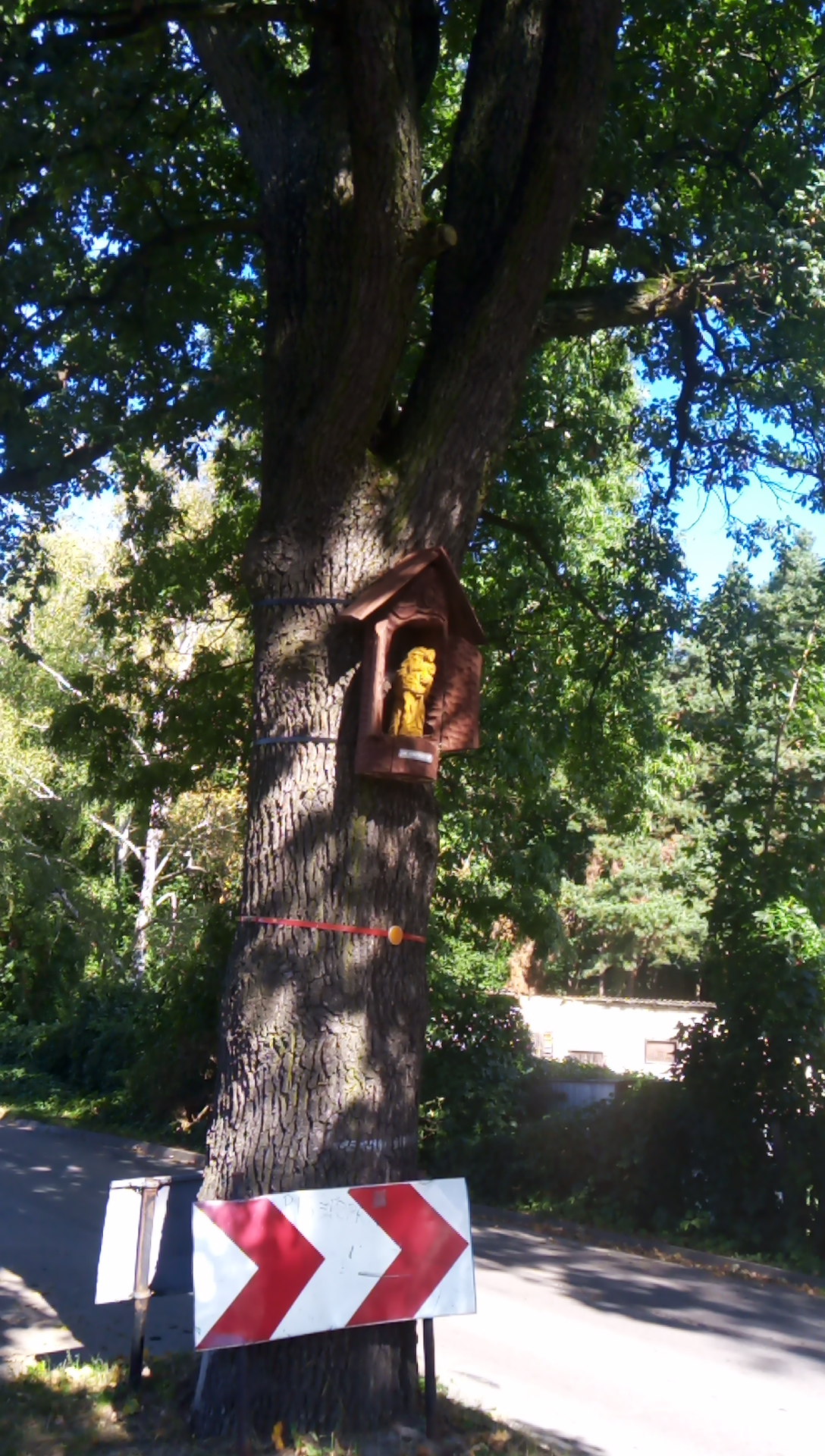
Drzewo w drodze

Interesującą, a niemal zupełnie nieznaną częścią Zwierzyńca jest Borek. Stanowi ją kompleks 71 drewnianych domów, które wybudowane zostały na przełomie lat 20. i 30. XX wieku, kiedy Ordynacja Zamojska przekazała ten teren chłopom za zrzeczenie się praw do serwitutów. Borek tworzy 6 ulic, z których jedna, ul. Wąska, stanowi ewenement z racji swej szerokości i w całości zachowanej drewnianej zabudowy. Charakter miejsca odpowiada dwudziestoleciu międzywojennemu.
W Zwierzyńcu jest 68 różnych pomników, tablic oraz figur historycznych i religijnych. Uwzględniając liczbę mieszkańców, jeden tego typu obiekt przypada na około 40 osób. Wśród pomników znajdują się m.in. poświęcone żołnierzom Armii Krajowej, Batalionów Chłopskich, leśnikom, Ochotniczej Rezerwie Milicji Obywatelskiej, powstańcom styczniowym, jeńcom francuskim, Węgrom, psu Marysieńki Sobieskiej i wielu innym postaciom czy wydarzeniom. W parku miejskim znajduje się unikatowy kamień, umieszczony dla uczczenia zwalczenia szarańczy podczas jej nalotu na miasto w 1711.
W zabytkowym Pałacu Plenipotenta mieści się dyrekcja Roztoczańskiego Parku Narodowego. W pobliżu znajduje się Ośrodek Edukacyjno-Muzealny RPN. W 2014 powstały dwie drewniane wieże widokowe – na Tartacznej Górze oraz na Białej Górze w pobliżu Roztoczańskiego Centrum Naukowo-Edukacyjnego RPN.
Ponadto Zwierzyniec słynie z innej, nietypowej atrakcji – drzewa znajdującego się w drodze. Właściwie jest to dąb szypułkowy, któremu mieszkańcy w drodze konkursu nadali imię „Krzysztof”. Dąb ma około stu lat. Drzewo otoczone jest barierkami ostrzegawczymi, z przodu znajduje się kapliczka z podobizną św. Krzysztofa, patrona kierowców.

## Demografia
Dane przedstawione w niniejszej sekcji pochodzą z Banku Danych Lokalnych Głównego Urzędu Statystycznego.

### Liczba ludności
Liczba ludności Zwierzyńca w latach 1995–2023 w podziale na grupy ekonomiczne.

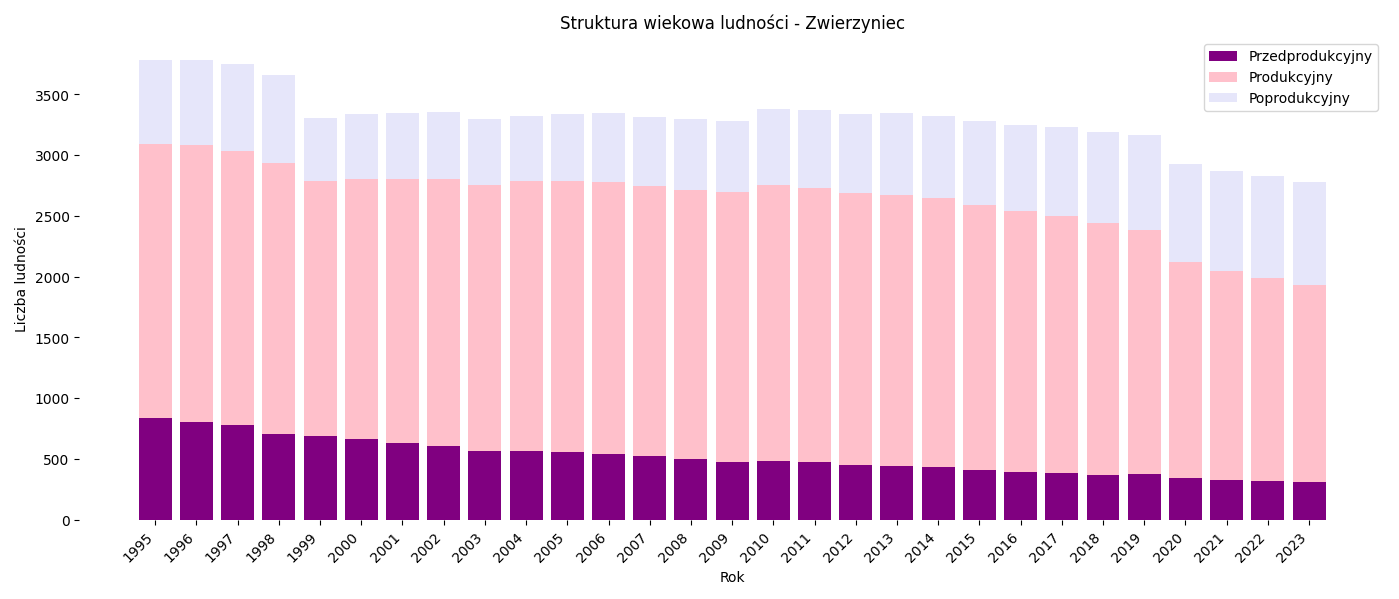
Liczba ludności

### Piramida wieku
Struktura ludności według wieku i płci w latach 1995, 2010 oraz 2023.

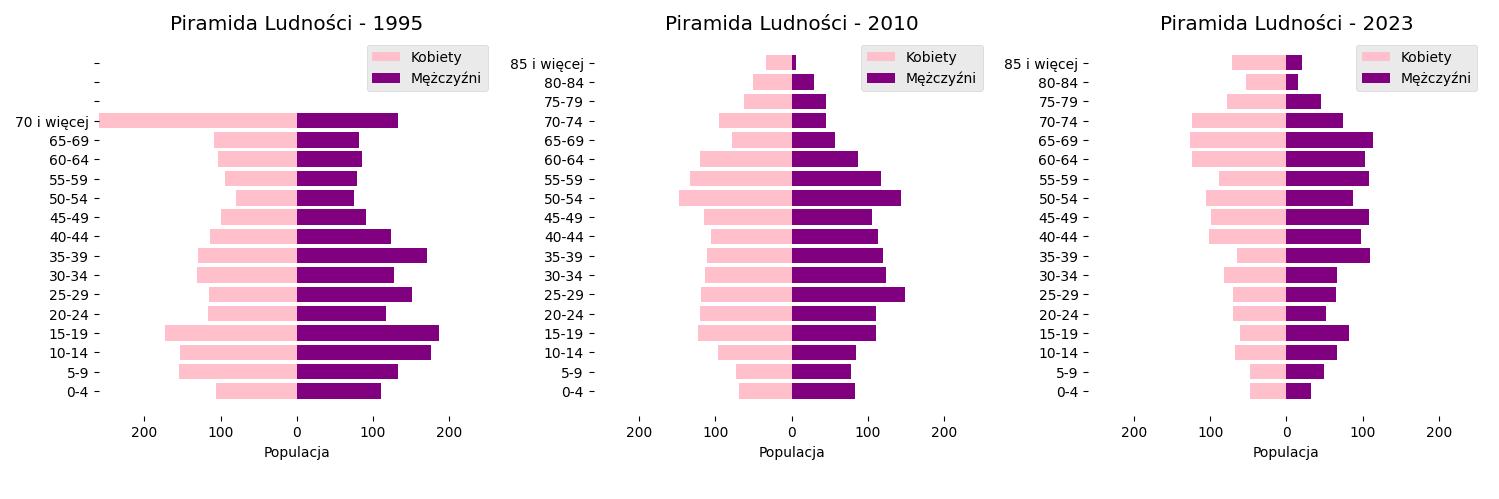
Piramida wieku

### Struktura gospodarstw domowych
Struktura gospodarstw domowych w podziale na jedno- i wieloosobowe.

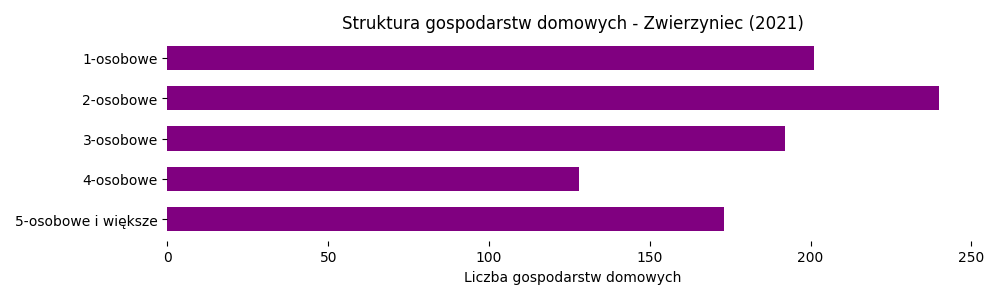
Struktura gospodarstw domowych

### Urodzenia, zgony i przyrost naturalny
Urodzenia i zgony na 1000 ludności oraz przyrost naturalny w kolejnych latach.

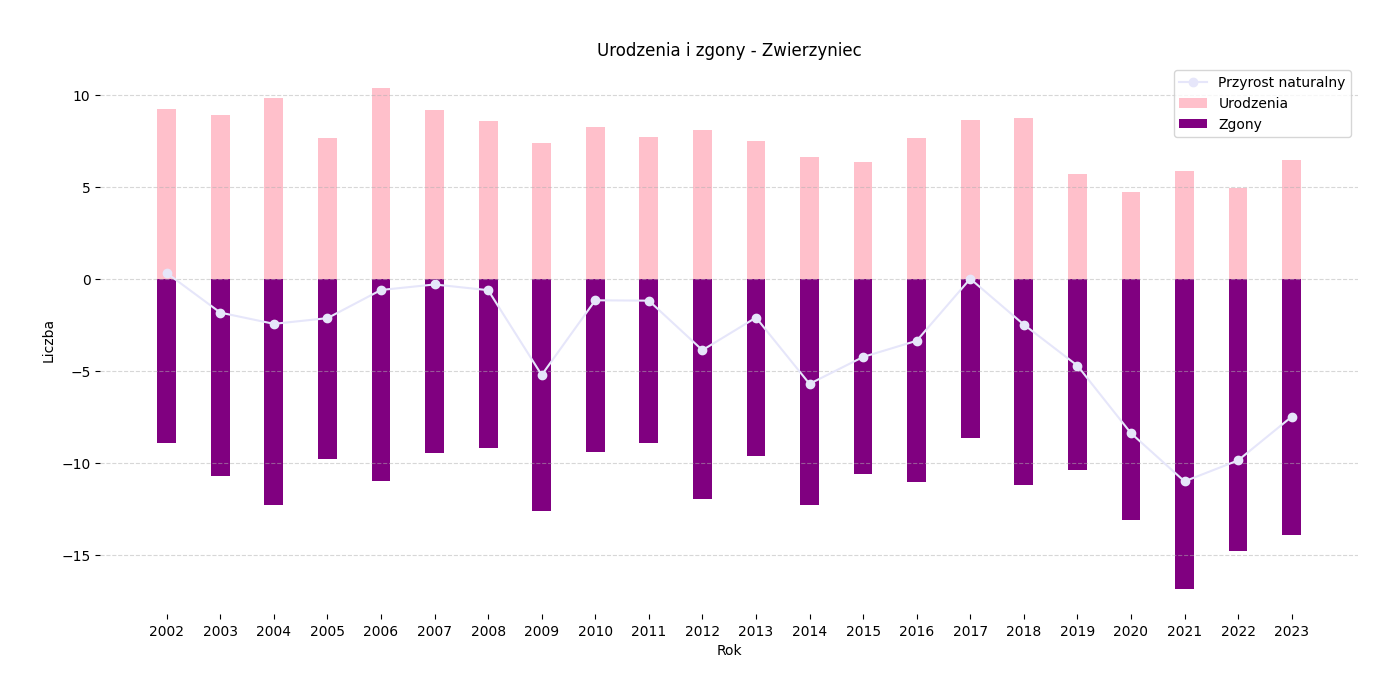
Urodzenia, zgony i przyrost naturalny

### Wybrane wskaźniki demograficzne
Wybrane wskaźniki charakteryzujące sytuację demograficzną Zwierzyńca.
| Wskaźnik                   | Wartość (2023) |
| -------------------------- | -------------- |
| Współczynnik feminizacji   | 114            |
| Liczba zawartych małżeństw | 8              |

## Transport

### Połączenia drogowe
858 Droga wojewódzka nr 858: Szczebrzeszyn (skrzyżowanie z DK 74) – Zwierzyniec – Biłgoraj (skrzyżowanie z DW 835) – Ulanów – Zarzecze (skrzyżowanie z DK 19)

### Komunikacja
Od stycznia 2024 roku Urząd Marszałkowski Województwa Lubelskiego sfinansował całoroczne kolejowe połączenia pasażerskie z Zamościa przez Zwierzyniec, Susiec do Bełżca. W rozkładzie jazdy znalazły się cztery kursy w każdą ze stron. Są one skomunikowane w Zawadzie i Zamościu z pociągami z Lublina i Warszawy umożliwiając dojazd z pozostałych części kraju. W piątki i niedziele jedna para została wydłużona do Hrebennego.
Do Zwierzyńca można dojechać również pociągami PKP Intercity - są to dwa pociągi IC Kasztelan i IC Hetman w relacji Kraków Główny - Hrubieszów Miasto.

## Sport
W Zwierzyńcu funkcjonuje Klub Sportowy Sokół Zwierzyniec – profesjonalny klub piłkarski, założony w 1923. W sezonie 2023/24 drużyna seniorów gra w zamojskiej A-Klasie. Klub rozgrywa mecze na Stadionie Miejskim w Zwierzyńcu o pojemności 1500 widzów.

## Wspólnoty wyznaniowe
- Kościół rzymskokatolicki: Parafia Matki Bożej Królowej Polski w Zwierzyńcu,
- Świadkowie Jehowy: zbór Zwierzyniec[35].

## Współpraca międzynarodowa
Miasta i gminy partnerskie Zwierzyńca:
- Aba;
- Artea;
- Braunsbach;
- Dulverton;
- Stanisławów;
- Kiczewo;
- Saint-Laurent-de-Neste;
- Soponya.